# Alchemilla lithophila
Alchemilla lithophila är en rosväxtart som beskrevs av Sergei Vasilievich Juzepczuk. Alchemilla lithophila ingår i släktet daggkåpor, och familjen rosväxter. Inga underarter finns listade i Catalogue of Life.